# Gasparia manneringi
Gasparia manneringi là một loài nhện trong họ Toxopidae.
Loài này thuộc chi Gasparia. Gasparia manneringi được miêu tả năm 1964 bởi Raymond Robert Forster.